# Xã Pinegrove, Quận Venango, Pennsylvania
Xã Pinegrove (tiếng Anh: Pinegrove Township) là một xã thuộc quận Venango, tiểu bang Pennsylvania, Hoa Kỳ. Năm 2010, dân số của xã này là 1.354 người.